# Аккус (Казахстан)
Аккус (каз. Аққұс) — село в Жангалинском районе Западно-Казахстанской области Казахстана. Входит в состав Пятимарского сельского округа. Код КАТО — 274053200.

## Население
В 1999 году население села составляло 295 человек (160 мужчин и 135 женщин). По данным переписи 2009 года, в селе проживало 180 человек (107 мужчин и 73 женщины).